# Vahina Giocante

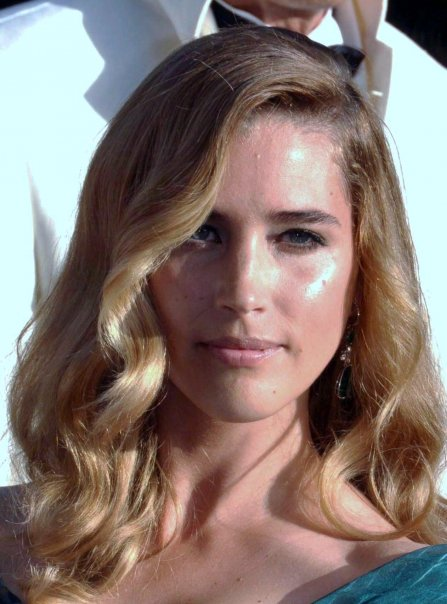
Vahina Giocante

Vahina Giocante (* 30. Juni 1981 in Pithiviers nordöstlich von Orléans) ist eine französische Schauspielerin.

## Leben
Giocante ist halb korsischer und halb andalusischer Herkunft. Bis zum Alter von zehn Jahren lebte sie auf Korsika. Danach ging sie in Aix-en-Provence im Lycée Paul-Cézanne zur Schule und tanzte in der Oper von Marseille. Mit 20 bekam sie einen Sohn. Dessen Vater ist der französische Musiker Martin Gamet.

## Filmografie (Auswahl)
- 1997: Kleine Engel, kleine Haie (Marie Baie des Anges)
- 1998: Stolen Life (Voleur de vie)
- 1999: Nur kein Skandal! (Pas de scandale)
- 2000: Liebeslust und Freiheit (Le Libertin)
- 2001: Bella ciao
- 2001: Les fantômes de Louba
- 2002: Alive (Vivante)
- 2004: Memory Lane (Le intermittenze del cuore)
- 2004: Blueberry und der Fluch der Dämonen (Blueberry)
- 2004: Elena’s Gift (Le cadeau d’Elena)
- 2005: Lila Says (Lila dit ça)
- 2005: Marie Antoinette (Fernsehfilm)
- 2005: October 17, 1961 (Nuit noire, 17 octobre 1961) (Fernsehfilm)
- 2006: Riviera
- 2007: Un lever de rideau et autres histoires
- 2007: 39,90 (99 francs)
- 2008: Rekruten des Todes (Secret défense)
- 2009: Kommissar Bellamy (Bellamy)
- 2009: Inside Ring (Le premier cercle)
- 2009: Ein Sommer auf der Seine (La blonde aux seins nus)
- 2010: Krach
- 2010: Mon père, Francis le Belge (Fernsehfilm)
- 2012: 30 Beats
- 2013: Die Unvergessenen (Paradise Cruise)
- 2014: Le monde de Fred
- 2016: Los exiliados románticos
- 2016–2017: Mata Hari (TV-Serie, 12 Folgen)
- 2020: Anderson Falls – Ein Cop am Abgrund (Anderson Falls)
- 2022: The Reunion (TV-Serie, 6 Folgen)